# 加戸慎太郎
加戸慎太郎（かどしんたろう、1982年 - )は、日本の実業家、経営者。

## 経歴
愛媛県松山市生まれ。2005年 3月 慶應義塾大学経済学部を卒業後、2005年よりゴールドマン･サックス証券株式会社 入社。ゴールドマン・サックスにてバックオフィス、ミドルオフィスの経験を経て、金融商品開発部、法人営業部に所属し、全国を飛び回るソリューション営業として活躍。
2009年、家業である株式会社とかげやの代表取締役社長に就任(現任)、地域密着型の消費者ビジネスを展開。
2014年、松山銀天街商店街振興組合 理事長(現任)、株式会社まちづくり松山 代表取締役社長(現任)、愛媛県商店街振興組合連合会 理事長(現任)。同年、株式会社まちづくり松山の社長に就任、「民主導の自立したまちづくり（おもいでづくり）」を推進し、プロデューサー、エリアマネジメント、インテグレーターとしての役割を果たしている。
2015年 5月 一般社団法人お城下松山 理事長(現任)。2016年 4月 株式会社愛媛ＦＣ 取締役(現任)。2017年 7月 全国商店街振興組合連合会 青年部 部長(現任)。
2018年～2021年、地域決済サービス「まちペイ」、観光消費創出アプリ「Sweet Matsuyama」、来街者捕捉カメラ、観光地商店街と地元商店街が協同して実施する一括免税システム、インバウンド対応再開も視野に入れた観光インフォメーションセンターの設立など、地元運営のインフラを通じて行うデータマーケティングシステムを構築。デジタルを取り入れることにより地域の新たな姿を模索するためのビジョンを描き、社会や産業構造のトランスフォーメーションへの取り組みを始めている。
2024年6月、地域決済サービス「まちペイ」は、伊予銀行系のファンドであるいよぎんキャピタル株式会社から1億円の出資を受け入れることを決定したと発表。まちペイのサービスは資産規模による制限から松山市内に限られていたが、今回の資金調達により全国展開が可能となった。
2019年11月 株式会社エヒメスポーツエンターテイメント取締役(現任)。
2021年より、内閣府地方創生推進室が主催（経済産業省共催）する「地方創生★アイデアコンテスト」官民連携の部において審査員を務める。
地方創生先駆者会議などを通じて「金流」「人流」「商流」を把握し、分析し、活用することによるまちづくりについて先駆的ノウハウを全国に提供している。
2023年6月 松山市商店街連盟会長（現任）。
地域活性化のアイデアや政策についても積極的な提言を行っており、2025年1月16日には、石破総理大臣との面会で「都市部の人に地方にどう関わってもらうかという議論と、持続的な流れをつくるという2つの議論が大事だ。いろいろなアイデアや政策を考えながら今後も提言していきたい」と述べている。

## MAP'S＋O（マップスプラスオー）
持続可能なまちづくりに必要な連携体制を説明する際に、しばしばMAP’ｓ＋Ｏ（マップスプラスオー）という用語を用いる。
これは、まちづくりに関わる様々な人材の関係性を表したもので、下記①～⑤の関係者の頭文字を組み合わせた造語である。
　①マネージャー（Manager）
　　地域の持続的発展に取り組む中核的な人材であり、利害調整やバランス役が可能な人材
　②アグリゲーター（Aggregator）
　　地域の持続的発展や事業に資する製品又はサービスを供給する組織
　③プレイヤー（Player）
　　マネージャー及びオーガナイザーの呼びかけに応じ、協力・連携する地域内外の組織・人材
　④サポーター（Sponser Supporter Stakeholder）
　　オーガナイザーへ支援を行う地方公共団体等
　⑤オーガナイザー（Office Organizer）
　　マネージャーと連携して主に事業の事務・出納管理等を行い取組に透明性を持たせる役割を持つ組織
加戸はこの中でも特に、①マネージャー（Manager）と⑤オーガナイザー（Office Organizer）の重要性を説いており、全体を俯瞰してマネジメントする人材と、その取り組みに透明性を持たせ、さらなる支援を集めるための事務局が機能しなければ、持続可能なまちづくりにはつながらないと語っている。
MAP’ｓ＋Ｏ（マップスプラスオー）の考え方は、委員として参画した「地域の持続可能な発展に向けた政策の在り方研究会」（令和2年4月～）で整理し、公表された。

## 【地方創生とDX】コミュニケーションの自動化を目指して
加戸はまちづくりに関して関係者間のコミュニケーションを非常に重視している。地道な対面のコミュニケーションを重ね、ビジョンを語り思いを汲み上げ、「円卓を広げる」ことを意識して行っているが、同時に、データを活用した「経営目線」でのまちづくりを提唱している。
加戸：私は昔から数学が得意で、学生時代は算数の塾講師のアルバイトをしていました。前職ではグローバル企業で金融業を経験し、数学やデータで物事を考えることに慣れています。一方、街の人は、国語で生きていると感じました。
会議のたびに、データに即した建設的な議論がなされていない状況を見て、まちづくりをする上で、データが重要だと考えました。金融の世界では、基本的に「根拠のない商品」は売れないし、作りません。
デジタル活用によってコミュニケーションの自動化を目指すに至った経緯を先駆者会議においても語っている。

## 地方創生2.0とプログレスエンジン
地方創生2.0を検討する石破内閣において、令和７年２月２２日に愛媛県松山市で開催された内閣官房「新しい地方経済・生活環境創生会議（第４回）」において地域代表ならびに有識者としての立場から共助の重要性を提起するとともに、それを実現するデジタルプラットフォーム「プログレスエンジン」の必要性・有用性と整備の必要性を提示した。プログレスエンジンとは公共、利用者、事業者、運営、４つの主体が全体最適、部分最適のバランスをとりながらマッチングとシェアリングを促進するしくみを指す。 

## 役職
- 2014年3月 - 株式会社まちづくり松山 代表取締役社長
- 2015年5月 - 一般社団法人お城下松山理事長
- 2016年4月 - 株式会社愛媛FC取締役
- 株式会社まちペイ代表取締役
- 松山商工会議所　常議員(令和６年より小売業部会長)
- 2023年6月 - 松山市商店街連盟 会長
- EY Japan 地方創生先駆者会議委員[17]
- 経済産業省産業構造審議会臨時委員[18]
- 中小企業庁　中小企業政策審議会委員／中小企業経営支援分科会委員
- 中小機構　令和７年度中小企業アドバイザー（中心市街地活性化）
- 全国商店街振興組合連合会副理事長[19]
- 松山お城下暴力団排除対策協議会 初代会長

## 講演
- 「まちづくりにデータを活用しよう」＜内閣府第６回データ分析セミナー 　2021年4月13日＞
- 「これからのまちづくりと再開発」＜三鷹商工会 創立60周年 記念式典・記念事業基調講演 　2021年11月9日＞
- 「持続可能な商店街のつくり方」＜福岡県商店街振興組合連合会商店街活性化セミナー　2021年11月11日＞
- 「データ利活用で実現するまちづくりの未来を考える」＜愛媛大学データサイエンスセンター第3回DSカフェ　2022年12月2日＞
- 「わがまちを愛し、誇れるまちづくりを」[20]＜八戸市中心市街地活性化協議会セミナー　2023年2月24日＞
- 「商店街と地域の新たな共生社会づくり[21]」＜枚方市商店街活性化セミナー　2023年3月16日＞

## 出演番組
- 社会変革型リーダーの構想力 77＜Aoba-BBTビジネスチャンネル　2024年6月26日＞

## 書籍
世代を超えて地域をまとめるための知恵
－データによる説得が広げた、「まちペイ」という成功の輪－（EYストラテジー・アンド・コンサルティング『地方創生先駆者モデル』中央経済社、2023年11月1日、103頁）。